# Nicolas Barthel
Nicolas de Barthel, né le 26 novembre 1718 à Thionville (Luxembourg français) dans une famille bourgeoise et mort le 13 mai 1813 à Bellême (Orne), est un général français de la Révolution et de l’Empire.

## Carrière

### Ancien régime
Engagé volontaire en 1736 dans le régiment de Marsan, Nicolas Barthel prend part à la guerre de Succession d'Autriche et gravit lentement la hiérarchie de l'armée d'Ancien Régime. Il est capitaine lorsqu'il est admis à la retraite le 13 juin 1783.

### Révolution française
Nicolas Barthel reprend du service comme lieutenant-colonel du 1er bataillon de volontaires de l'Orne en 1791. Intégré à l'armée du Nord, il est promu général de brigade par les représentants en mission Carnot et Duquesnoy le 15 mai 1793, puis général de division le 30 juillet.
Il est nommé pour commander par intérim les armées du Nord et des Ardennes en remplacement du général Kilmaine en août 1793, mais n'exerce pas ce commandement. Il cesse sa carrière en 1794 en raison de son infirmité.
Il meurt le 13 mai 1813, à Bellême.